# Michael Kahn
Michael Kahn (New York, 8 dicembre 1930) è un montatore statunitense.

## Biografia
Membro dell'American Cinema Editors (ACE) e collaboratore assiduo di Steven Spielberg, con il quale ha lavorato in oltre trenta film, vincendo tre Oscar, con I predatori dell'arca perduta (1981), Schindler's List (1993) e Salvate il soldato Ryan (1998), inoltre ha vinto un BAFTA per il montaggio di Attrazione fatale di Adrian Lyne. Oltre che con Spielberg collabora spesso con il regista Brad Silberling.
Per il film 1941: Allarme a Hollywood di Steven Spielberg, Kahn è stato anche co-produttore.

## Filmografia parziale
- Amore extraterrestre (Night Slaves), regia di Ted Post (1970)
- Detective G (Trouble Man), regia di Ivan Dixon (1972)
- È tempo di uccidere detective Treck (Truck Turner), regia di Jonathan Kaplan (1974)
- Black Belt Jones, regia di Robert Clouse (1974)
- Il maligno (The Devil's Rain), regia di Robert Fuest (1975)
- Incontri ravvicinati del terzo tipo (Close Encounters of the Third Kind), regia di Steven Spielberg (1977)
- Castelli di ghiaccio (Ice Castles), regia di Donald Wrye (1978)
- Occhi di Laura Mars (Eyes of Laura Mars), regia di Irvin Kershner (1978)
- 1941: Allarme a Hollywood (1941), regia di Steven Spielberg (1979)
- I predatori dell'arca perduta (Raiders of the Lost Ark), regia di Steven Spielberg (1981)
- Poltergeist - Demoniache presenze (Poltergeist), regia di Tobe Hooper (1982)
- Tavolo per cinque (Table for Five), regia di Robert Lieberman (1983)
- Ai confini della realtà (Twilight Zone: The Movie), regia di Joe Dante, John Landis, Steven Spielberg e George Miller (1983)
- Innamorarsi (Falling in Love), regia di Ulu Grosbard (1984)
- Indiana Jones e il tempio maledetto (Indiana Jones and the Temple of Doom), regia di Steven Spielberg (1984)
- Il colore viola (The Color Purple), regia di Steven Spielberg (1985)
- I Goonies (The Goonies), regia di Richard Donner (1985)
- L'impero del sole (Empire of the Sun), regia di Steven Spielberg (1987)
- Attrazione fatale (Fatal Attraction), regia di Adrian Lyne (1987)
- Always - Per sempre (Always), regia di Steven Spielberg (1989)
- Indiana Jones e l'ultima crociata (Indiana Jones and the Last Crusade), regia di Steven Spielberg (1989)
- Aracnofobia (Arachnophobia), regia di Frank Marshall (1990)
- Hook - Capitan Uncino (Hook), regia di Steven Spielberg (1991)
- Jurassic Park, regia di Steven Spielberg (1993)
- Schindler's List - La lista di Schindler (Schindler's List), regia di Steven Spielberg (1993)
- Alive - Sopravvissuti (Alive), regia di Frank Marshall (1993)
- Casper, regia di Brad Silberling (1995)
- Twister, regia di Jan de Bont (1996)
- Amistad, regia di Steven Spielberg (1997)
- Il mondo perduto - Jurassic Park (The Lost World: Jurassic Park), regia di Steven Spielberg (1997)
- Salvate il soldato Ryan (Saving Private Ryan), regia di Steven Spielberg (1998)
- Haunting - Presenze (The Haunting), regia di Jan de Bont (1999)
- A.I. - Intelligenza artificiale (A.I. Artificial Intelligence), regia di Steven Spielberg (2001)
- Minority Report, regia di Steven Spielberg (2002)
- Prova a prendermi (Catch Me If You Can), regia di Steven Spielberg (2002)
- Tomb Raider - La culla della vita (Lara Croft Tomb Raider: The Cradle of Life), regia di Jan de Bont (2003)
- Peter Pan, regia di P. J. Hogan (2003)
- Lemony Snicket - Una serie di sfortunati eventi (Lemony Snicket's A Series of Unfortunate Events), regia di Brad Silberling (2004)
- The Terminal, regia di Steven Spielberg (2004)
- La guerra dei mondi (War of the Worlds), regia di Steven Spielberg (2005)
- Munich, regia di Steven Spielberg (2005)
- 10 cose di noi (10 Items or Less), regia di Brad Silberling (2006)
- L'assassinio di Jesse James per mano del codardo Robert Ford (The Assassination of Jesse James by the Coward Robert Ford), regia di Andrew Dominik (2007)
- Spiderwick - Le cronache (The Spiderwick Chronicles), regia di Mark Waters (2008)
- Indiana Jones e il regno del teschio di cristallo (Indiana Jones and the Kingdom of the Crystal Skull), regia di Steven Spielberg (2008)
- Prince of Persia - Le sabbie del tempo (Prince of Persia: The Sands of Time), regia di Mike Newell (2010)
- Le avventure di Tintin - Il segreto dell'Unicorno (The Adventures of Tintin), regia di Steven Spielberg (2011)
- War Horse, regia di Steven Spielberg (2011)
- Lincoln, regia di Steven Spielberg (2012)
- Il settimo figlio (Seventh Son), regia di Sergej Vladimirovič Bodrov (2014)
- Il ponte delle spie (Bridge of Spies), regia di Steven Spielberg (2015)
- Il GGG - Il grande gigante gentile (The BFG), regia di Steven Spielberg (2016)
- The Post, regia di Steven Spielberg (2017)
- Ready Player One, regia di Steven Spielberg (2018)
- West Side Story, regia di Steven Spielberg (2021)
- The Fabelmans, regia di Steven Spielberg (2022)

## Riconoscimenti
Premio Oscar
- 1978 - Candidatura al miglior montaggio per Incontri ravvicinati del terzo tipo
- 1982 - Miglior montaggio per I predatori dell'arca perduta
- 1988 - Candidatura al miglior montaggio per Attrazione fatale
- 1988 - Candidatura al miglior montaggio per L'impero del sole
- 1994 - Miglior montaggio per Schindler's List - La lista di Schindler
- 1999 - Miglior montaggio per Salvate il soldato Ryan
- 2006 - Candidatura al miglior montaggio per Munich
- 2013 - Candidatura al miglior montaggio per Lincoln

BAFTA
- 1978 - Candidatura al miglior montaggio per Incontri ravvicinati del terzo tipo
- 1982 - Candidatura al miglior montaggio per I predatori dell'arca perduta
- 1985 - Candidatura al miglior montaggio per Indiana Jones e il tempio maledetto
- 1988 - Miglior montaggio per Attrazione fatale
- 1994 - Miglior montaggio per Schindler's List - La lista di Schindler
- 1999 - Candidatura al miglior montaggio per Salvate il soldato Ryan
- 2016 - Candidatura al miglior montaggio per Il ponte delle spie

Satellite Award
- 1998 - Candidatura al miglior montaggio per Amistad
- 1999 - Miglior montaggio per Salvate il soldato Ryan
- 2006 - Candidatura al miglior montaggio per La guerra dei mondi
- 2011 - Candidatura al miglior montaggio per War Horse
- 2016 - Candidatura al miglior montaggio per Il ponte delle spie